# Osmoxylon kostermansii
Osmoxylon kostermansii är en araliaväxtart som beskrevs av William Raymond Philipson. Osmoxylon kostermansii ingår i släktet Osmoxylon och familjen Araliaceae. Inga underarter finns listade.